# Earth to Ned
Earth to Ned (conocida en Hispanoamérica como Llamando a Ned o Tierra llamando a Ned) es una serie de televisión de Disney+ que fue añadida a la plataforma el 4 de septiembre de 2020 con 20 episodios. Es protagonizada por Ned, un alienígena que llega a la tierra con la misión de iniciar una invasión, pero al llegar se enamora de su cultura y decide convertirse en anfitrión de un programa nocturno de entrevistas para conocer a las celebridades del planeta.

## Sinopsis
Enviado por su padre a conquistar la tierra, Ned queda completamente enamorado de las celebridades del planeta luego de su arribo. Desobedeciendo las órdenes de su padre, Ned entierra su nave espacial bajo la corteza terrestre y secuestra a varias celebridades transportándolas a su nave para realizarles entrevistas como en un programa de variedades. Ned sirve como anfitrión, y el programa presenta a Cornelius como un compañero alienígena de una sociedad que Ned había conquistado previamente y un número no especificado de seres alienígenas mucho más pequeños llamados CLODS (abreviatura de Cloned Living Organism of Destruction) que hablan en un galimatías y asustan a los invitados.

## Reparto

### Principal
- Paul Rugg es Ned, un extraterrestre enviado a invadir la tierra que termina enamorándose de sus celebridades y creando un programa de entrevistas
- Michael Oosterom es Corneluis, un alienígena proveniente de una sociedad conquistada previamente por Ned
- Colleen Smith es BETI, la inteligencia artificial de la nave de Ned

### Invitados
En el programa han sido entrevistadas celebridades de los medios como Gillian Jacobs, Paul Scheer, Reggie Watts, Billy Dee Williams, Eli Roth, Kevin Smith, Mayim Bialik, Molly Ringwald y Jason Ritter.

## Recepción
La serie ha tenido una recepción positiva. En la revista Vulture es reconocida como "Una respuesta alegre a nuestra preocupación más profunda". Robert Lloyd de Los Angeles Times la ubicó en su lista de los diez mejores programas de televisión de 2020. En la revista Paste fue incluida en la posición número catorce de las series más divertidas de 2020.